# Heili Sirviö
Heili Sirviö (Finlandia, 17 marzo 2011) è una skater finlandese con cittadinanza australiana. Ha gareggiato nella gara femminile nella specialità Park alle Olimpiadi estive del 2024.
Sirviö è nata in Finlandia. Si è trasferita in Australia con la sua famiglia nel 2016 e in seguito ha ricevuto la cittadinanza australiana.
Il suo viaggio nello skateboard è iniziato durante la pandemia di COVID-19 mentre viveva in Australia, dove ha scoperto questo sport come un modo per alleviare la noia.

## Olimpiadi estive 2024
Il 6 agosto 2024, si è classificata al 5º posto nella gara della specialità park alle Olimpiadi di Parigi, diventando la più giovane finlandese ad aver mai partecipato alle Olimpiadi all'età di 13 anni, dove si è classificata al 5º posto con un punteggio di 88,89.